# مقاطعة هاردي (فرجينيا الغربية)
مقاطعة هاردي هي مقاطعة في فرجينيا الغربية، تتبع فيرجينيا الغربية، بلغ عدد سكانها 14٬025  نسمة، في 2010، عاصمتها مورفيلد، تبلغ مساحتها 1٬514 كيلومتر مربع.

## الموقع
تشترك في الحدود مع:
- مقاطعة هامبشاير (فرجينيا الغربية).